# فرانكلين ايوديلي
فرانكلين ايوديلي (بالإنجليزية: Franklin Ayodele)‏ (24 أغسطس 1987 في نيجيريا - ) هو لاعب كرة قدم نيجيري في مركز الهجوم. لعب مع أفريكا سبورتس وأكوا يونايتد ونادي إفياني أوباه ونادي هجر ونادي لوزنيكا ‏ وملادي رادنيك ‏.

## روابط خارجية
- فرانكلين ايوديلي على موقع قاعدة بيانات كرة القدم.إي يو (الإنجليزية)
- فرانكلين ايوديلي على موقع Soccerway.com (الإنجليزية)